# San Vicente Chimalhuacán
San Vicente Chimalhuacán är en ort i kommunen Ozumba i delstaten Mexiko i Mexiko. Samhället hade 2 932 invånare vid folkräkningen 2020.